# هيردي نور الدين
هيردي نور الدين (بالإنجليزية: Herdi Noor Al-Deen)‏؛ مواليد 24 يناير 1992 في كركوك، العراق، هو لاعب كرة قدم عراقي يلعب لنادي كركوك العراقي ومنتخب العراق لكرة القدم كلاعب وسط.

## روابط خارجية
- هيردي نور الدين على موقع ناشيونال فوتبول تيمز (الإنجليزية)
- هيردي نور الدين على موقع كووورة